# エチオピア暫定政府

エチオピア
ኢትዮጵያ

1993年5月24日

エチオピア暫定政府（エチオピアざんていせいふ、英語: Transitional Government of Ethiopia、TGE）は、エチオピア人民革命民主戦線（EPRDF）が1991年にマルクス・レーニン主義・エチオピア人民民主共和国（PDRE）から権力を掌握した直後に設立された政府である。期間中にメレス・ゼナウィは、タムラット・レインが首相の間、暫定政府の大統領を務めていた。この国の政治制度における他の大きな変化の中には、TGEの権限の下で、民族集団と言語に基づく州の境界の再描画が起こったことが挙げられる。TGEは1995年まで権力を握っていたが、その後、現行のエチオピア連邦民主共和国に再編成された。

## 背景
エチオピア人民民主共和国（PERE、1987年–1991年）はエチオピアで最も新しい文民政権であったが、実際には1974年に皇帝ハイレ・セラシエ1世を打倒して権力を掌握した、メンギスツ・ハイレ・マリアム率いる軍事政権・デルグ（1974年–1987年）の指導者らによって支配されていた。デルグ（「委員会」または「評議会」の意）とその指導者らは、幾度も抑圧と恐怖を用いながら国家の政治的・経済的制度の改革を進め、中央政府の国内政策における役割を変容させたことで知られていた。各地で実施された大規模集落化計画などの政策は、同政権の急進的改革への取り組みを示していた。
政権奪取後、PDREの指導者たちは、以前のデルグ指導者らと同様に、国際的批判を受けた強制再定住プログラムを再開するなどの方針を継続した。学者らは、PDREの崩壊が主にソ連からの財政的・軍事的支援の停止によって可能となったと指摘している。1991年5月、PEREはティグレ人民解放戦線（TPLF）とTPLF支配下のエチオピア人民革命民主戦線（EPRDF）から成る勢力によって転覆された。そこには人権の承認、民主化、経済部門の自由化および政治的復活がまもなく実現されるという約束が伴っていた。1991年5月、反乱勢力がPDREから正式に権力を奪取すると、EPRDFは弱体化し不人気だったPDREの状況を最大限に利用した。
首都の制圧直後、アディスアベバで「平和民主暫定会議」が開催された。1991年7月に開催された会議は、新政権交代後の移行枠組みを策定することを目的としていた。出席した著名な民族別政治運動には、オロモ解放戦線、アファル解放戦線、そして西ソマリア解放戦線などが含まれていた。参加を希望する政党組織には民族的同一性を中心とすることが求められたため、都市部の知識人主導の民族運動が急速に台頭した。また、メンギスツ政権の与党であったエチオピア労働者党に関与した個人や組織は参加を許されなかった。